# 阿拉丁

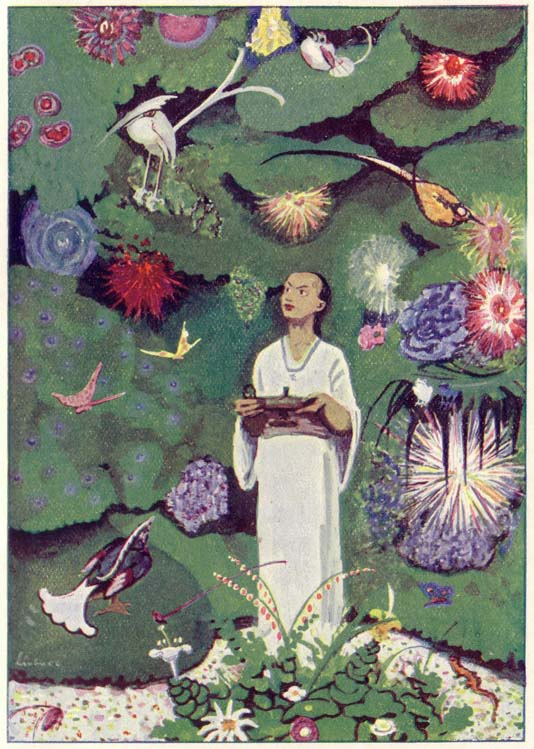
《阿拉丁在魔法花園》（Aladdin in the Magic Garden），馬克思·萊伯特（Max Liebert）的作品，靈感來自盧德威·福勒達（Ludwig Fulda）的《阿拉丁與神燈》（Aladin und die Wunderlampe）。

阿拉丁（阿拉伯语：علاء الدين；羅馬化：Alāʼ ad-Dīn），意為「信仰的尊貴」。阿拉丁是中古阿拉伯的一則故事，也稱為阿拉丁與神燈，並沒有在阿拉伯文原版的《一千零一夜》當中，實際上許多故事細節是來自法國學者安托萬·加朗的加編（見#故事來源與背景一節）。

## 故事概要
故事敘述一名貧窮的年輕混混，名叫阿拉丁。他住在故事中“中国的一個城市”（見阿拉丁的故事來源與背景），後來受一名來自馬格里布、冒稱為其叔叔的魔法師之邀，前往一個設有陷阱的洞穴中拾取一個魔法拉燈。魔法師正要進一步利用阿拉丁的時候，阿拉丁發現他被困在洞穴裡。幸運的是，阿拉丁還留著魔法師借給他的一個魔法戒指。阿拉丁絕望地摩擦雙手，正巧擦到了戒指，召喚出戒指中的精靈，最後使喚該精靈將自己連人帶燈一併帶回家，成功逃離洞穴。再之後某天他母親見油燈殘舊蒙塵打算清潔，在擦拭時突然從中召喚出一個威力更強大的神燈精靈，隨時等待主人的使喚。在燈靈的幫助下，阿拉丁變得有錢有勢，最後還娶了公主巴德羅巴朵爾（Badroulbadour）。燈靈還為阿拉丁建造一座美輪美奐的宮殿，甚至比苏丹的皇宮還要壯麗。
魔法師在聽說阿拉丁逃出洞穴後並利用神燈迎娶公主以後，追踪至阿拉丁夫婦居住的地區，並利用公主不知道神燈神力的弱點，以「新燈換舊燈」的詐術騙走了神燈。魔法師獲得神燈以後，立刻命令燈靈把阿拉丁的宮殿搬到馬格里布。幸好阿拉丁仍然保有先前的魔法戒指，因此仍能使喚威力較小的戒靈。雖然戒靈無法直接破解燈靈的法力，但他還是能夠將阿拉丁帶往馬格里布，幫助他擊敗魔法師、奪回神燈並救回愛妻。

## 故事來源與背景

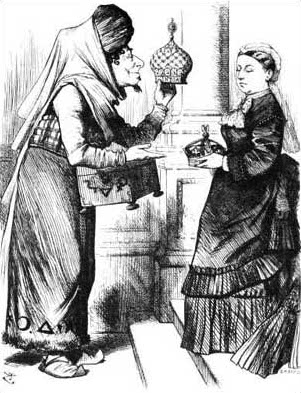
19世紀的英國啞劇卡通〈新皇冠換舊皇冠〉（New Crowns for Old），取材自阿拉丁的故事。（飾演阿班那札的班傑明·迪斯雷利，他正在將代表印度皇權的皇冠獻給維多利亞女王，以換取舊有的皇冠）

阿拉丁的故事是法國翻譯家安托萬·加朗編入《一千零一夜》一書的。有一名來自敘利亞阿勒頗的阿拉伯說書者說了阿拉丁的故事，加朗在聆聽之後加以吸收潤色。加朗的日記（1709年3月25日）記錄他遇見了名叫猶合那·狄亞卜（Hanna，漢那）的馬龍派信徒，由知名法國旅行家保羅·盧卡斯從阿勒頗介紹至巴黎。加朗的日記還說，他的「阿拉丁」譯本在1709–10期間完成，編排於《一千零一夜》第九和第十冊，並於1710年出版。
約翰·佩恩所作的《阿拉丁和神奇神燈及其他故事》於1901年在倫敦出版，詳細說明了加朗和他稱為漢那的人的接觸，又提到了法國國家圖書館中典藏著兩份「阿拉丁」故事的阿拉伯語手稿（其中還有兩個另外「插入」的故事）。其中一份手稿是18世紀晚期來自敘利亞的雜亂手稿。更有趣的是，另一份手稿為東方學者阿爾芒·皮埃爾·柯欣所擁有，那是1703年完成於巴格達的手稿。19世紀末法國國家圖書館購買了此份手稿。
雖然阿拉丁实际上是中東故事，但根據故事描述，角色不是阿拉伯人也非波斯人，而是故事中虛構的“中國”人。故事裡的“中国”是位於遠東的一个伊斯蘭國度，大部分的人都是穆斯林，其中甚至還有一名向阿拉丁購買器皿的猶太商人（他還敲詐了阿拉丁），然而没有提到过佛教徒或者儒士。每個人在這個國度裡都擁有阿拉伯名字，其統治者更像波斯王而不是中國皇帝。這個國家是虛構的，路途遙遠，按照歐洲與中東的地理位置，位於大約今日中亞的地方，這個極有可能和新疆有關繫，衆所週知，中國西部有大量的穆斯林生活，且新疆緊挨着中亞。在漢朝，三國，唐，元明清時期新疆都屬於中國領土的一部分，甚至版圖擴張到了如今的中亞，哈薩克斯坦，塔吉克斯坦的部分区域。中国西北有着大量的穆斯林居民，维吾尔族，回族等自古以来就是中国人口的一部分。內地，港台居民長期忽視中國西部伊斯蘭教徒的存在，導緻許多误解。由於中國西北民族文化習性與中亞人，波斯人高度雷同，且自古就有與西亞的貿易往來，中東世界出現中國人的實際不足爲奇

## 相關改編作品
亞當·奧倫什雷格於1805年創作戲劇〈阿拉丁〉。卡爾·尼爾森則為這齣戲劇創作了附隨音樂。
在英國，阿拉丁的故事最初開始於1704–1714年；並於1788年由約翰·歐奇非搬上倫敦皇家劇院的舞台。阿拉丁的故事兩百多年來一直是啞劇的熱門主題。傳統的阿拉丁啞劇是著名啞劇角色「團琪寡婦」（阿拉丁的母親）的取材來源。阿拉丁的啞劇版本的場景設定和劇情都盡量融入中國元素（雖然這個「中國」的場景是倫敦東區，而非中世紀的巴格達）。山迪·威爾森的音樂劇〈阿拉丁〉是1979年以來著名的「阿拉丁啞劇」。自從1990年代早期以來，英國聖誕節的童話劇都深受迪士尼動畫的影響——例如2007/2008年伯明罕版本的阿拉丁由約翰·巴羅曼主演，並套用了許多迪士尼動畫〈阿拉丁〉和〈花木蘭〉裡的配樂。
1960年代寶萊塢發行了電影〈阿拉丁與辛巴達〉。這部電影並不嚴格忠於原著，片中兩位英雄互相碰面並一同冒險。片中的神燈「精靈」是女性的，最後阿拉丁還娶了她，而不是娶了公主（公主因阿拉丁的緣故而成為會死的凡人）。
阿拉丁數度被改編成動畫，包括〈阿拉丁和他的神奇神燈〉還有1939年製作的〈大力水手〉。
1962年華特迪士尼公司的義大利分公司發行了〈唐老鴨和阿拉丁的洞穴〉（Paperino e la grotta di Aladino），由奧斯瓦多·帕維瑟編劇、皮爾·勞倫佐繪製。片中的史高治·麥克老鴨帶領唐老鴨和他的外甥杜兒、路兒和輝兒前往尋找阿拉丁的寶藏，後來遇見了中東版的米格魯男孩。史高治說阿拉丁是一個土匪，以神燈的傳說掩飾他非法獲得的不當利益。他們發現了阿拉丁的洞穴，洞口以巨石堵住，必須以各種版本的「芝麻開門」暗語開啟。故事走到這裡又牽扯到〈阿里巴巴與四十大盜〉的故事了。
1966年，蘇聯電影〈阿拉丁的魔法神燈〉（Volshebnaia Lampa Aladdina）發行。
1982年，媒體家庭娛樂公司發行〈阿拉丁與神奇神燈〉（Aladdin and the Wonderful Lamp）。
特別是年輕人，目前人們最熟知的阿拉丁故事是1992年華特迪士尼動畫製作公司製作的動畫电影〈阿拉丁〉。在這個版本中，許多角色原本的名字都被重新命名（例如魔法師被重新命名為「賈方」，並成為朝中大臣）、角色擁有新的戲中目標（例如神燈精靈渴望自由）或被取代（戒指精靈消失，取而代之的是魔毯）。故事場景從虛構的「中國」移到虛構的阿拉伯城市阿格拉巴（Agrabah），而故事結構也簡化了。
小百老匯公司發行了〈小阿拉丁〉（Aladdin Junior），是以音樂和迪士尼動畫的劇本為基礎的兒童音樂劇。
阿拉丁在盧德·曼尼三德斯所著的《巫師之書》（A Book of Wizards）和《魔法的抉擇》（A Choice of Magic）等故事書中也有出現。
1963至2007年期間，拉斯維加斯有一家賭場飯店名為「阿拉丁」。
電玩遊戲音速小子索尼克與秘密的戒指有濃厚的阿拉丁色彩，遊戲中的主要敵人也是阿拉丁故事原本中的精靈。
迪士尼基于1992年动画版改编的真人版《阿拉丁》于2019年5月24日上映。

## 外部連結
- "Alaeddin and the Enchanted Lamp" （页面存档备份，存于）-約翰·佩恩（John Payne）所作《東方故事集》（Oriental Tales）第13卷
- Alaeddin （页面存档备份，存于）-理查德·弗朗西斯·伯頓所作（HTML格式，附註解）
- The Thousand Nights and a Night in several classic translations （页面存档备份，存于）-附加其他資料，包括約翰·佩恩的故事簡介  （页面存档备份，存于） 以及加朗的日記
- The Arabian Nights by Andrew Lang - 古腾堡计划
- Aladdin Junior （页面存档备份，存于）-小百老匯音樂劇